# Baker Street (cançó)
«Baker Street» és una cançó del cantant anglés Gerry Rafferty estrenada a 1978. Pertany al seu segon àlbum solista, anomenat City to City. El nom del tema es deu al famosa carrer londinenc del mateix nom. El senzill va aconseguir el lloc número 3 en el Regne Unit i el 2n en els Estats Units, a més d'entrar en top 10 en els Països Baixos (posició 9).
Va ser el primer llançament de Rafferty després de les disputes jurídiques que van acabar precipitant a la separació de la banda Stealers Wheel el 1975. Rafferty no va poder compondre música durant tres anys, fins que no es resolguessin certes qüestions judicials. El saxofonista d'aquesta cançó és Raphael Ravenscroft.